# Vjekoslav Blaškov
Vjekoslav Blaškov (Donje Selo, Šolta, 1912. – 1948.) je bio hrv. sindikalni djelatnik, političar i novinar.
Bio je član Hrvatske seljačke stranke. Od 1938. do 1941. je uređivao list Hrvatski radnik. 

## Drugi svjetski rat
Bio je dijelom istaknutih HSS-ovaca koji su pristupili novom vodstvu NDH. Uz njega, to su učinili Josip Berković, Andrija Betlehem, Stjepan Hefer, Ivica Frković, Vladimir Košak, Zvonko Kovačević, Živan Kuveždić, Luka Lešić, Ademaga Mešić, Lovro Sušić, Dragutin Toth, Janko Tortić i ini.
Kasnije je bio povjerenik Hrvatskom radničkom savezu i poglavnikov pobočnik, član pobočničkog zbora (uz Blaža Lorkovića, Ivana Oršanića, Miju Bzika, Aliju Šuljka, Ivana Javora, Hakiju Hadžića i Miru Vrličak-Dugački.
1942. se je odazvao pokušaju ponovnog sazivanja Hrvatskog državnog sabora. Bio je dijelom skupine od 60 njih iz HSS-a koji su se odazvali pozivu.
Bio je glavni savezničar HRS-a i upravitelj ustaške Hrvatske radničke komore.

## Poslije rata
Uhićen je za vrijeme izvođenja akcije 10. travnja kojom se pokušalo povezati križarske skupine koje su djelovale nepovezano po teritoriju bivše NDH, zatim im nametnuti svoje organizirano vojno-političko vodstvo, omogućiti povratak članstva ustaškog pokreta te u onda očekivanom skorom sukobu zapadnih sila s komunističkim SSSR-om organizirati masovni hrvatski ustanak Hrvata s ciljem obnove NDH.
Budući da je OZNA doznala vrlo brzo za tu operaciju, uhićeni su brojni članovi te skupine, među njima i sam Blaškov.
Jugokomunističke vlasti su ga osudile na smrt vješanjem, gubitak svih građanskih prava i konfiskaciju cjelokupne imovine.
Blaškov je u povjesnici (povijesnoj znanosti) socijalističke Hrvatske bio označavan kao "kapitalistički plaćenik"

## Radovi o Blaškovu
- Vinko Nikolić: Hrvatska revija. 5 (1955.) 4. Ispod slavoluka smrti : u domovini .... - 379.[1]